# Divisione del Jammu
La divisione del Jammu è una divisione dello territorio indiano di Jammu e Kashmir, di 4 395 712 abitanti. Il suo capoluogo è Jammu.

## Suddivisioni amministrative

Divisione del Jammu all'interno del Kashmir

La divisione del Jammu comprende i distretti di Doda, Jammu, Kathua, Kishtwar, Poonch, Rajouri, Ramban, Reasi, Samba e Udhampur.